# Боливия на летних Олимпийских играх 1984
Боливия принимала участие в Летних Олимпийских играх 1984 года в Лос-Анджелесе (США) в шестой раз за свою историю, пропустив Летние Олимпийские игры 1980 года, но не завоевала ни одной медали.

## Состав сборной
11 спортсменов (10 мужчин и 1 женщина) соревновались в 6 видах спорта:
- лёгкая атлетика (марафон, спортивная ходьба)
- бокс
- фехтование
- дзюдо
- стрельба
- борьба.

Самым молодым участником сборной был 19-летний Сауль Мендоса, самым старшим — 47-летний Виктор Уго Кампос. Единственной женщиной в сборной была легкоатлетка Нелли Чавес — женщина, представлявшая Боливию на Олимпийских играх.

## Результаты

### Лёгкая атлетика
женщины
Марафон у женщин на Олимпийских играх 1984 года был проведён 5 августа, став первым олимпийским первенством по марафонскому бегу среди женщин. Забег проходил в условиях высокой влажности, температура по ходу забега достигла почти 90 °F (выше 30 °C). На старт забега вышли 50 спортсменок.
Нелли Чавес — марафон — 42-е место среди 44 финишировавших с результатом 2 часа 51 минута 35 секунд,
мужчины
Марафон
Марафон у мужчин состоялся 12 августа, старт был в 17:00 по местному времени. В забеге приняли участие 107 легкоатлетов из 59 стран мира; финишировали 78.
Хуан Камачо финишировал: 2:21:04 (→ 38 место)
Спортивная ходьба
Освальдо Морехон участвовал на дистанциях 20 км и 50 км. На дистанции 20 км он показал результат 1:44:42 и занял 36 место. На дистанции 50 км не финишировал.

### Дзюдо
Соревнования проходили с 4 по 11 августа в Университете штата Калифорния в Лос-Анджелесе. Соревнования проводились только среди мужчин, участники были разбиты на восемь категорий.
25-летний Эдгар Клауре выступал в полулёгком весе (до 65 кг), он проиграл Лукасу Шансону (Lucas Chanson) из Швейцарии. 